# Jan Gehl

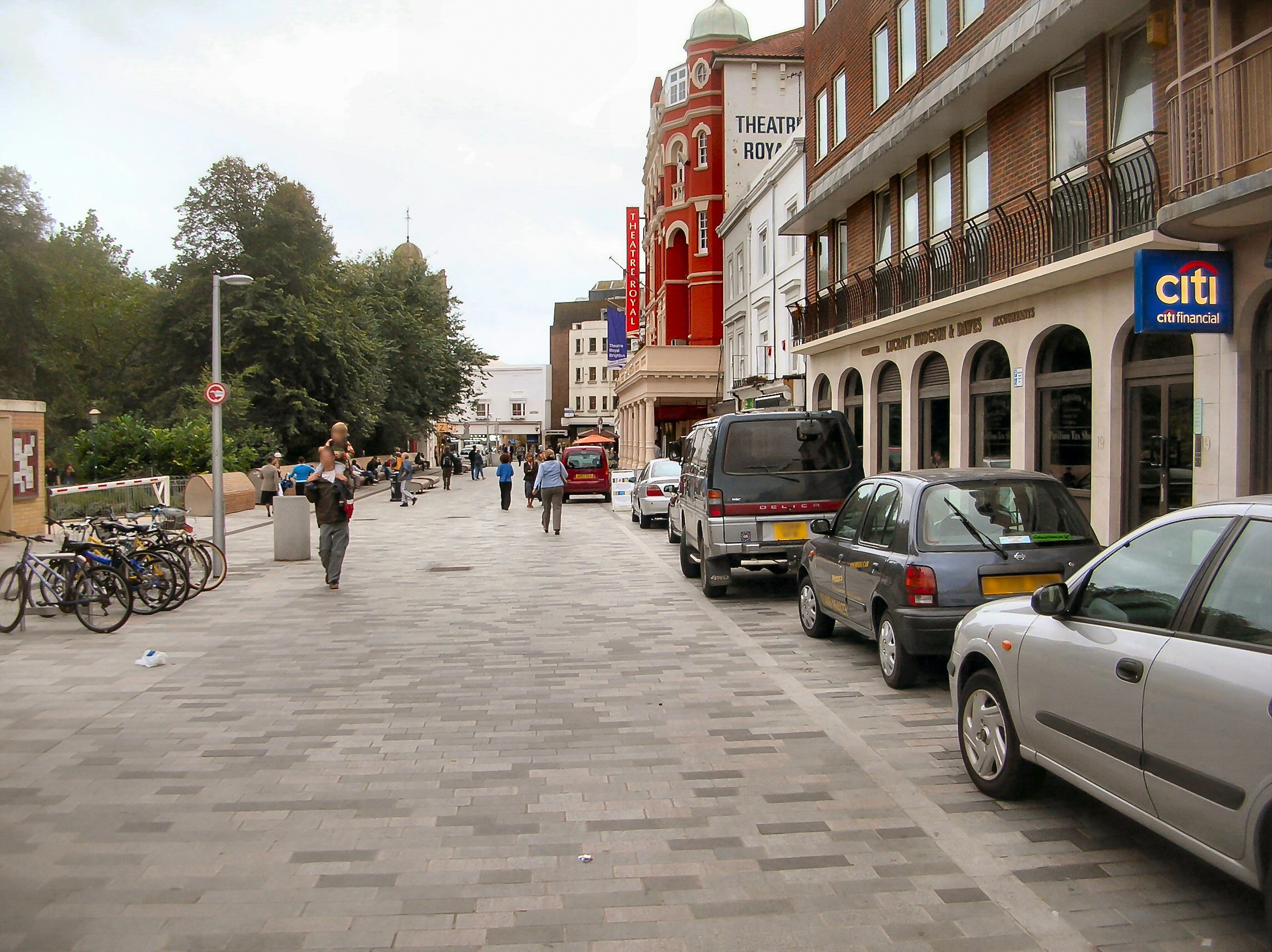
Městský prostor v Brightonu navržený Janem Gehlem. Ulice pro pěší, cyklisty i motoristy bez dopravního značení.

Jan Gehl (* 17. září 1936 Kodaň) je dánský architekt. Věnuje se zlepšování kvality života ve městech a úpravou prostor pro pěší a cyklisty.
V češtině vyšly tři jeho knihy:
- Život mezi budovami – užívání veřejných prostranství. Překlad Karel Blažek. Boskovice: Albert, 2000. 202 s. ISBN 80-85834-79-0.
- Nové městské prostory. Překlad Petr Hurník, Blanka Kirsteinová. Šlapanice: Era, 2002. 264 s. ISBN 80-86517-09-8.
- Města pro lidi. Brno: Partnerství, 2012. 262 s. ISBN 978-80-260-2080-6.